# بولس يازجي
المتروبوليت بولس يازجي (ولد عام 1959 في اللاذقية، الجمهورية العربية المتحدة) مطران أبرشية حلب للروم الأرثوذكس وشقيق البطريرك يوحنا العاشر يازجي بطريرك أنطاكية وسائر المشرق للروم الأرثوذكس، ولد في اللاذقية وحصل على الإجازة في الهندسة المدنية من جامعة تشرين ثم انتقل إلى دراسة اللاهوت حيث حصل على شهادتي الماجستير والدكتوراه من جامعة تسالونيك في اليونان حيث تم نشر أطروحة الدكتوراه التي كتبها باللغة اليونانية وعنوانها «الأسس الاسختولوجية للأخلاقيات المسيحية عند الذهبي الفم»  كما تعلم الموسيقى البيزنطية وفن رسم الأيقونات البيزنطية. في عام 1992 بدأ بتدريس مجموعة من المواد بكلية اللاهوت بجامعة البلمند وبعد فترة أصبح عميداً لكلية اللاهوت وترأس دير سيدة البلمند منذ 1994 حتى 2001.

## المراتب
أصبح بولس يازجي شماساً عام 1985 على يد المطران يوحنا منصور ثم أصبح كاهناً العام 1992 أيضاً على يد المطران يوحنا منصور. ثم ترفع إلى رتبة أرشمندريت العام 1994. وفي 2 تشرين الأول / أكتوبر 2000 انتخب بإجماع المجمع الأنطاكي المقدس مطران لأبرشية حلب حيث تمت سيامته الأسقفية بقداس ترأسه البطريرك أغناطيوس الرابع هزيم في الكنيسة المريمية في العاصمة السورية دمشق أقيم بتاريخ 20 تشرين الأول / أكتوبر 2000 وتم تنصيبه في كاتدرائية القديس الياس بحلب بتاريخ 22 تشرين الأول / أكتوبر 2000.

## حادثة الخطف
بتاريخ 23 نيسان / أبريل 2013 خُطف المطرانان بولس يازجي وغريغوريوس يوحنا إبراهيم من قبل مسلحين أثناء قيامهما بمهمة إنسانية شمال مدينة حلب في مناطق تسيطر عليها المعارضة المسلحة قرب معبر باب الهوى على الحدود التركية.
اتضح في 9/12/2024 ان سماحة المطران بولس اليازجي كان في سجون المجرم المعزول بشار الاسد في سوريا وعملية خطفه و فبركتها على انها من قبل الثوار اتت لكي تعطي صورة اجرامية للشعب الثائر الحر 